# La razón de la culpa
La razón de la culpa es una película de drama y romance mexicana de 1943, dirigida por Juan José Ortegay protagonizada por Blanca de Castejón, Andrés Soler y María Elena Marqués, además de Pedro Infante como Roberto. Esta fue una de las primeras películas de Ricardo Montalbán.

## Argumento
Roberto conoce y se enamora de una mujer casada durante un cruce transatlántico de España a México. Una vez en México, va a su casa y dice ser amigo de su esposo Andrés y le ofrecen alojamiento hasta su regreso.

## Reparto
- Blanca de Castejón como María de la Paz.
- Andrés Soler como Andrés.
- María Elena Marqués como Blanca.
- Pedro Infante como Roberto.
- Mimí Derba como Felisa, hermana de Andrés.
- Carolina Barret como Estela.
- Jesús Graña como coronel Alberto.
- Conchita Sáenz como Sofía.
- Araceli Fernández como Estela.
- Roberto Cañedo
- Ricardo Montalbán

## Producción
Pedro Infante aún era un novato cuando lo eligieron para el papel de Roberto, un gachupín español, pero debido a su acento norteño (de Sinaloa), el director Juan José Ortega decidió doblar la voz de Infante con la del actor español Jesús Valero. Si bien fue la voz de Valero la que se escuchó en la película, la voz de Infante aun se puede escuchar en las canciones que interpreta. Sin embargo, cuando la película se emitió en Netflix España, todas las voces fueron sobregrabadas para que los acentos coincidieran con los de los espectadores en España. El papel de Roberto fue la única película en la que apareció Infante en la que interpretó a un extranjero.